# Frederikskruis
Het Frederikskruis, (Duits: "Friedrich Kreuz"), werd in 1914 door de Hertog van Anhalt, Frederik II van Anhalt ingesteld en gedurende de Eerste Wereldoorlog toegekend voor verdienste.
Er zijn drie uitvoeringen bekend.
- Een bronzen kruis aan een groen lint met smalle rode bies, de kleuren van de Orde van Albrecht de Beer, voor verdienste door combattanten.
- Een bronzen kruis aan een groen lint met smalle witte bies voor verdienste door non-combattanten zoals geestelijken, aalmoezeniers, verplegers en artsen.
- Een kruis in de vorm van een steckkreuz. Dit kruis is waarschijnlijk niet officieel ingesteld[1].

Het bronzen kruis had vier armen en de vorm van een kruis pattée. Op de bovenste kruisarm stond een kroon en op de onderste kruisarm het jaartal "1914". In het centrale door een krans van eikenbladeren omringde medaillon staat het gekroonde monogram van de stichter. De armen op de keerzijde zijn leeg en in het ronde, niet omkranste, medaillon staan de woorden "Für Verdienst im Kriege".
Het "Steckkreuz" werd door de firma Paul Meybauer in Berlijn vervaardigd uit massief brons. Voor de bevestiging was een schroef met een plaat aan de binnenkant van de jas voorzien. Hoewel de onderscheiding niet meer kon worden verleend duiken op de antiekmarkt gedragen exemplaren op.
Het kruis werd na de afstand van de laatste Hertog van Anhalt, Joachim Ernst in november 1918 niet meer toegekend.
| Oorlogsdeelnemers | Non-combattanten |

## Gedecoreerden
| - Wilhelm II van Duitsland - Paul von Hindenburg - Max Henze | - Frederik II van Anhalt - Paul Hausser - Hans-Valentin Hube | - Franz Breithaupt - Rupprecht van Beieren - Leopold Bürkner | - Oswald Boelcke - Felix Graf von Bothmer - Oswald Lutz | - Friedrich von Rabenau - Gerhard Conrad |